# Oskarströms distrikt
Oskarströms distrikt är ett distrikt i Halmstads kommun och Hallands län. 
Distriktet ligger nordost om Halmstad. 

## Tidigare administrativ tillhörighet
Distriktet inrättades 2016 och utgörs av området som Oskarströms köping omfattade till 1971 och som före 1947 utgjorde en del av socknarna Enslöv och  Slättåkra.
Området motsvarar den omfattning Oskarströms församling hade 1999/2000 och fick 1957 efter utbrytning ur delar av socknarnas församlingar.